# Коронавірусна хвороба 2019 у Камеруні
Коронавірусна хвороба 2019 у Камеруні — розповсюдження вірусу територією країни.

## Перебіг подій
Пандемія коронавірусу 2019–20 років поширилася на Камерун та Центрально-африканську республіку 6 березня 2020 року. Інфікована людина є громадянином Франції, що прибув до столиці країни Яунде 24 лютого.
Другий випадок виявлено 6 березня у громадянина Камеруну, що був у тісному контакті з першимхворим. Чиновники не оприлюднили жодної додаткової інформації про цей випадок.
П'ять нових випадків було виявлено 18 березня. Хоча додаткова інформація про ці випадки не публікувалася, один з підтверджених хворих є іноземцем.